# ウェザーニュースLiVE・アフタヌーン
『SOLiVE アフタヌーン』（ソライブ・アフタヌーン）は、ウェザーニューズ (WNI) が2014年4月7日から2018年4月15日まで生放送していた気象情報番組である。 番組運営リニューアルに伴い2018年4月16日より『ウェザーニュースLiVE・アフタヌーン』（ウェザーニュースライブ・アフタヌーン）と番組タイトルが変更された。
なお、ここでは2010年4月改編以前に存在した『SOLiVE Afternoon』についても併記する。

## 概要
ウェザーニューズの24時間動画生放送「ウェザーニュースLiVE」で配信の気象情報番組。
インターネット配信のほか、BSデジタル放送（独立データ放送）910ch「ウェザーニュース」でも視聴できる。
千葉県千葉市美浜区の幕張テクノガーデンB館2階にある、ウェザーニューズ・グローバルセンター内のスタジオ「ソラスタ」から生放送。
2014年4月6日まで放送されていたSOLiVE Hangoutを番組内コーナー『ソラヨミハングアウト』として内包されている。
2018年4月16日の番組改編に伴い、大幅なリニューアルが実施。放送時間が13時～16時に変更となり、ウェザーニューズ・グローバルセンター内スタジオ「ソラスタ」より、ウェザーニュース予報センター内の特設スタジオに移行された。
2018年12月1日の番組改編に伴い、放送時間が14時～17時に変更

## 出演者

### キャスター
※2025年8月現在
- 山岸愛梨
- 江川清音
- 松雪彩花
- 白井ゆかり
- 高山奈々
- 駒木結衣
- 戸北美月
- 川畑玲
- 小林李衣奈
- 魚住茉由
- 小川千奈
- 青原桃香
- 岡本結子リサ
- 福吉貴文
- 田辺真南葉
- 松本真央

### 予報センター
- 宇野沢達也
- 森田清輝
- 山口剛央
- 芳野達郎
- 内藤邦裕
- 本田竜也
- 飯島栄一

#### これまでの出演者
- 喜田勝（出演時は予報センター業務も兼務） (主に火曜日に出演、- 2014年6月24日)
- 田口裕美（元ウェザーニューズ社員　気象予報士） (土曜日に出演、2014年4月12日 - 6月7日)
- 真壁京子（ウェザーマップ所属） (土曜日に出演、2014年8月16 ･ 23日 、9月6 ･ 20 ･ 27日)
- 長嶺加奈子（元おは天1期生　関東地区担当） (日曜日に出演、2014年4月13日-9月28日)
- 穂川果音
- 森田清輝（出演時は予報センター業務も兼務）(現在は予報センターで稀に出演)

### 気象予報士過去の出演者
- 草田あゆみ
- 村上ひかる
- 原田健成
- 森口哲夫
- 柳博
- 永井友理
- 吉井憲一
- 石河大
- 川畑玲
- 喜田勝

## 放送時間
2014年春改編以降、SOLiVE サンセットが日没時間に合わせておよそ半年ごとに放送時間を移動しており、この番組は春・梅雨・夏期の放送となっている。
月曜日 - 金曜日の15時50分 - 17時の時間帯は三重テレビ放送のデジタルサブチャンネル072でも放送されている。かつては15時20分 - 17時の時間帯で放送されていたが、2024年11月5日から株式市況番組である『東京マーケットワイド・後場』（STOCKVOICE制作）の放送時間拡大に伴い、30分短縮となった。
| 期間                           | 放送時間                      |
| ------------------------------ | ----------------------------- |
| 2014年4月7日 - 2014年11月9日   | 月曜日 - 日曜日 15:00 - 17:00 |
| 2015年4月20日 - 2015年10月11日 | 月曜日 - 日曜日 15:00 - 17:00 |
| 2017年2月20日 - 2017年10月31日 | 月曜日 - 日曜日 14:00 - 17:00 |
| 2017年11月1日 - 2018年4月15日  | 月曜日 - 日曜日 15:00 - 18:00 |
| 2018年4月16日 - 2018年11月30日 | 月曜日 - 日曜日 13:00 - 16:00 |
| 2018年12月1日 -                | 月曜日 - 日曜日 14:00 - 17:00 |

## ゲスト
| 放送日       | ゲスト       | 特記事項                                      |
| ------------ | ------------ | --------------------------------------------- |
| 2018年5月7日 | 依田司       | テレビ朝日「グッド!モーニング」の企画で出演。 |
| 2019年1月8日 | 松岡修造     | テレビ朝日「TOKYO応援宣言」の企画で出演。     |
| 2024年6月2日 | 千原ジュニア | BSよしもと「ジュニア、伺う」の企画で出演。    |

## SOLiVE Afternoon時代
『SOLiVE Afternoon』（ソライブ・アフタヌーン）は、ウェザーニューズ (WNI) が2009年4月28日から2010年4月4日まで生放送していた、気象情報番組である。ウェザーニューズの24時間動画生放送「SOLiVE24」で配信の気象情報番組。インターネット配信のほか、BSデジタル放送（独立データ放送）910ch「ウェザーニュース」でも視聴できる。千葉県千葉市美浜区の幕張テクノガーデンB館24階にある、ウェザーニューズ・グローバルセンターのグローバル予報センター（GPEC、通称：予報センター）から生放送。
SOLiVE24の改編に伴い、2009年10月5日からは、全ての曜日で放送時間が11時 - 13時に統一された。2010年4月5日からの「SOLiVE24」春の改編に伴い、2010年4月4日の放送をもって終了した。

### 出演者

#### キャスター
- 西川里美（月曜・水曜・木曜）
- 山岸愛梨（火曜・日曜）
- 小野英美（金曜・土曜）

#### 解説
- 喜田勝（日-水曜・土曜、2010年3月1日‐2010年4月4日）

※2010年2月28日までは寺尾直樹が担当。
- 内藤邦裕（木・金曜日、-2010年4月4日）

#### これまでの出演者
※いずれも2009年4月28日 - 10月4日
月曜 - 金曜
- キャスター:西川里美

※皆既日食の発生による「日食ライブ中継企画」を実施した2009年7月22日は小野英美が代演した
（10時-13時）。
- 解説:寺尾直樹（隔週金曜は内藤邦裕）
- 全国の天気:山岸愛梨

土曜（Saturday SOLiVE Afternoon）
- キャスター:林ヒロコ（2009年9月5日-、全国の天気も兼務）

※「平成21年7月中国・九州北部豪雨」発生に伴う特別体制により、2009年7月25日は田中みのりが代演した。
※2009年8月29日までは、小野英美、井上すみれ、有川雅子のいずれか1名がシフトで担当していた。
- 解説:寺尾直樹（2009年9月26日は内藤邦裕が代演）

日曜（Sunday SOLiVE Afternoon）
- キャスター:小野英美（2009年9月6日-、全国の天気も兼務）

※2009年8月30日までは、土曜日と同様に小野、井上、有川のいずれか1名がシフトで担当していた。
- 解説:原田健成

### 放送時間
| 期間                          | 放送時間                                                    |
| ----------------------------- | ----------------------------------------------------------- |
| 2009年4月28日 - 2009年10月4日 | 月曜日 - 金曜日 11:00 - 13:00／土曜日・日曜日 12:00 - 14:00 |
| 2009年10月5日 - 2010年4月4日  | 月曜日-日曜日 11:00 - 13:00                                 |

2010年1月26日は、11時 - 11時25分の時間帯に東京・原宿にある「KDDI デザイニングスタジオ」にて行われたイベントの生中継番組（中継レポーターは林ヒロコが担当した）を編成したため、番組本編は11時25分 - 13時までの短縮放送となった。
2010年2月10日は、10時 - 12時5分の時間帯に特別番組『SHIRASEのお知らせ』を編成したため、12時5分 - 13時までの短縮放送となった。

### タイムテーブル

#### 月 - 金曜
- 11:00- 天気概況

この部分のみ、同社サイト他で動画配信される。
- 11:05頃- きょうのソラヨミ

エリア別の空の読み方と、主要地点のお天気ストーリー（1日の天気動向予測）を解説する。
- 11:19頃- SOLiVE Camera Check

全国に設置されているライブカメラから各地の空模様を紹介、キャスターは別デスクに移動。
- 11:20頃- 10分天気予報解説

WNI運営の携帯電話各社公式サイトから寄せられた、投稿者周辺の天気の報告をもとに、目先の天気の変化を担当予報士が解説。
- 11:24頃- 全国の天気
- 11:30 今日のトピックス
- 11:40頃- Google Earth WITH weathernews

Google Earthの画像に気象情報（天気マーク）を貼り付けて、解説する。
- 11:45頃- SOLiVE Camera Check
- 11:46頃- 天気図解説

最新の天気図から目先明日までの予想天気図、並びに週間予想天気図で、天気図の見方と天気の流れを担当予報士が解説。
- 11:49頃- じっくり週間予報

週間の天気マークと、各ブロックごとの体感の変化の予想を季節ストーリーとして解説する。
- 11:54頃- 全国の天気
- 12:00- フリーゾーン
- 12:24頃- 全国の天気
- 12:30- ウェザーリポート紹介
- 12:35頃- 今日のソラヨミ
- 12:45頃- SOLiVE Camera Check
- 12:46頃- 10分天気予報解説
- 12:48頃- 全国の天気